# Муїз-уд-дін Кейкабад
Муїз-уд-дін Кейкабад (*1270 —1290) — 10-й правитель Делійського султаната у 1287–1290 роках.

## Життєпис
Походив з роду Балбана. Його батько Бугра-хан був намісником (маліком) Бенгалії. після смерті дядька Мухамеда, дід Кейкабада Балбан викликав онука до Делі. Втім, вибір щодо спадкування спав на двоюрідного брата Кейхосрова. Проте після смерті Балбана у 1287 році емір Фахр-ад-дін домігся трону саме для Кейкабада.
Наближчим своїм радником новий султан призначив Нізам-уд-діна та Фахр-ад-діна. Свою силу відновила група «Сорока» з найвпливовіших ханів та емірів. У цей час проти нього повстав батько Бугра-хан. До битви справа не дійшла — батько й син зуміли замиритися. По поверненню до Делі Кейкабад фактично відійшов від справ, цікавився лише бенкетами та жінками. У 1290 році було отруєно Нізам-уд-діна. На його місцо призначено Джалал-уд-дін Фіруз Хілджі. Незабаром через розпусну поведінку в султана трапився інсульт, і Фіруз Хілджі відсторонив його від влади, передавши номінально трон синові Кейкабада Каймарсу. А згодом наказав стратити обох.